# 四元忠博
四元 忠博（よつもと ただひろ、1938年 - ）は、日本の経済学者。元埼玉大学教授。専門はイギリス経済史およびナショナル・トラスト研究。

## 人物
鹿児島県出身。経済学史の分野では、ジョン・ケアリの保護主義思想の研究、ジェイコブ・ヴァンダーリントの貨幣論について研究を行なった。経済史の分野では、イギリスの工業化と植民地貿易の研究および、イギリスのナショナル・トラスト運動の先駆的な研究を行なった。埼玉大学退官以降、引き続きナショナル・トラスト研究に専念するとともに、本部を兵庫県西宮市に置く日本熊森協会顧問（2012年3月ごろまで）および特定非営利活動法人奥山保全トラストの初代理事長（2010年2月28日まで）を務めた。

## 履歴

### 学歴
- 1964年3月　埼玉大学文理学部経済学科卒業
- 1970年3月　東京教育大学大学院文学研究科修士課程修了
- 1972年3月　東京教育大学大学院文学研究科博士課程中退

### 職歴
- 1972年4月　埼玉大学経済学部助手
- 1986年8月　埼玉大学経済学部専任講師
- 1988年5月　1988年度文部省在外研究員（英国 ロンドン大学歴史研究所）（-1988年8月）
- 1989年8月　埼玉大学経済学部助教授
- 1993年4月　埼玉大学経済学部教授
- 2003年3月　埼玉大学を定年退官

## 著書・論文等

### 著書
- 『イギリス植民地貿易史研究』、時潮社、1984年
- 『ナショナル・トラストの軌跡 1895~1945』、緑風出版、2003年
- 『ナショナル・トラストへの招待』、緑風出版、2007年

### 論文
- 「ジョン・ケアリの経済構想と保守主義」（修士論文、1970年）
- 「保守主義者J・ケアリとJ・ポレクスフェンに関する覚書」（東京教育大学経済学会『経済学論集』第5号、1971年）
- 「保守主義者ジョン・ケアリの経済体制の構想(1)」（埼玉大学『社会科学論集』第32号、1973年）
- 「保守主義者ジョン・ケアリの経済体制の構想(2)」（埼玉大学『社会科学論集』第33号、1974年）
- 「イギリス毛織物貿易の構造変化」（埼玉大学『社会科学論集』第35号、1975年）
- 「イギリスにおける再輸出貿易の勃興―煙草貿易の場合―」（埼玉大学『社会科学論集』第37号、1976年）
- 「イギリス工業化と植民地貿易―とくに西インド砂糖植民地貿易をめぐって―」（埼玉大学『社会科学論集』第42号、1978年）
- 「スペイン領植民地におけるイギリスの密貿易―1739年ジェンキンスの耳の戦争の経済的背景をめぐって―」（埼玉大学『社会科学論集』第46号、1980年）
- 「18世紀イギリスの南海会社(The South Sea Company)の貿易活動（密貿易も含めて）について―いわゆる商人資本のある歴史的断面―」（埼玉大学『社会科学論集』第48号、1981年）
- 「まちがいだらけの石油中心経済政策―比較経済史から見た新大隈開発計画の誤り」志布志湾公害反対連絡協議会編『ある開発反対運動』所収（学陽書房、1982年）
- 「18世紀におけるスペイン領植民地貿易―Geoffrey J.Walker,Spanish Politics and Imperial Trade 1770-1789に表れた一つの全体的鳥瞰―」（埼玉大学『社会科学論集』第50号、1982年）
- 「王党派コーフ城とナショナル・トラスト」（埼玉大学『社会科学論集』第51号、1983年）
- 「産業革命と植民地貿易」（小林照夫編『イギリス近代史研究の諸問題』第10章、丸善株式会社、1985年）
- 「ナショナル・トラストを訪ねて」（埼玉大学『社会科学論集』第59号、1986年）
- 「ナショナル・トラスト〈イギリス〉を訪ねて」（志布志湾公害反対連絡協議会東京連絡事務所編『志布志湾通信』第5号、1987年）
- 「ナショナル・トラストとはなにか？―木原啓吉氏の二著の批判的検討を交えながら―」（埼玉大学『社会科学論集』第61号、1987年）
- 「旧植民地貿易政策と七年戦争」（埼玉大学『社会科学論集』第63号、1988年）
- 「イギリスの貿易政策と産業構造の歪曲化―農業部門との関連において―」（埼玉大学『社会科学論集』第68号、1989年）
- 「湖水地方の番犬―ナショナル・トラストとローンズリィ―」浜林正夫・神武庸四郎編『社会的異端者の系譜―イギリス史上の人々―』（三省堂、1989年）
- 「ナショナル・トラスト―自然を守るイギリス人の知恵」（週刊朝日百科『世界の歴史』114号、1991年）
- 「ナショナル・トラストを訪ねて(1)～(7)」（『紀伊民報』7回連載、1992年5月9日～5月31日）
- 藤後惣兵衛・四元忠博共著「志布志湾運動小史」（全国自然保護連合編『自然保護事典―②海』、緑風出版、1995年）
- 「ナショナル・トラストとイギリス経済」（中央大学『中央評論』418巻3号、1996年）
- 「ナショナル・トラストとイギリス経済―望むべき国民経済を求めて―」（日本科学者会議『日本の科学者』第349号、1997年）
- 「ナショナル・トラストと地域経済の活性化」（〈財〉トトロのふるさと財団編『武蔵野をどう保全するか』、1999年）
- 「談話室―ナショナル・トラストを訪ねて」（『日本の科学者』2001年2月号）
- 「ナショナル・トラストの成立（1895年）」（埼玉大学『社会科学論集』第102号、2001年）
- 「口蹄疫のなか、ナショナル・トラストをゆく」（日本環境学会『人間と環境』第27巻第3号、2001年）
- 「ナショナル・トラスト運動の展開（1907～1945年）―その１（1907～1920年）」（埼玉大学『社会科学論集』第102号、2002年）
- 「ナショナル・トラスト運動の展開（1907～1945年）―その２（1921～1937年）」（埼玉大学『社会科学論集』第107号、2002年）
- 「ナショナル・トラスト運動の展開（1907～1945年）―その３（1937～1945年）」（埼玉大学『社会科学論集』第108号、2002年）
- 「ナショナル・トラストを歩く―農村の活況化と都市化の阻止を目指して―」（日本環境学会『人間と環境』第29巻第1号、2003年）
- 「ナショナル・トラストを訪ねて―ナショナル・トラスト運動再考」（津田塾大学『国際関係学研究』No.30、2004年3月）
- 「第９章 ナショナル・トラストと自然保護活動―持続可能な地域社会を求めて」佐藤清隆、中島俊克、安川隆司編『西洋史の新地平―エスニシティ・自然・社会運動』（刀水書房、2005年12月）
- 「ナショナル・トラストを訪ねて―自然破壊とナショナル・トラスト」（埼玉大学経済学会『社会科学論集』第117号、2006年3月）
- 「ナショナル・トラスト・フォー・スコットランド」木村正俊、中尾正史編『スコットランド文化辞典』（原書房、2006年11月）
- 「自然破壊とナショナル・トラスト―鹿児島県志布志湾の再生を考える」未完原稿

### 訳書
- ヴァンダーリント著、浜林正夫・四元忠博共訳『貨幣万能』東京大学出版会、1977年
- ロビン・フェデン著『ナショナル・トラスト』時潮社、1985年
- グレアム・マーフィ著『ナショナル・トラストの誕生』緑風出版、1992年

### 辞典
- 『経済学辞典』（大月書店、1979年）の5項目（「価格革命」「航海法」「三角貿易」「東インド会社」「マーチャント・アドベンチャラーズ」）を執筆
- 『歴史学辞典』（弘文堂、1994年）、「南海泡沫事件」（655～657ページ）を執筆